# Warren Luhrs
Warren Luhrs, né en 1944 et mort le 18 septembre 2013, est un marin et constructeur naval américain.

## Biographie
Warren Luhrs est le fils d'un constructeur naval du New Jersey. Désirant découvrir le monde, il interrompt pendant trois ans ses études à l'American University de Washington et devient guide touristique et poseur de lignes téléphoniques en Alaska puis cow-boy dans le Wyoming. Il reprend ses études et est diplômé en 1968.
En 1969, il rachète avec son frère la société de motonautisme Silverton puis fonde en 1972 le chantier naval Hunter Marine Corporation à Saint Augustine, en Floride. Au fil des ans, Hunter Marine devient l'un des plus grands chantiers de voiliers des États-Unis.
Il participe à la Round Britain and Ireland Race du RORC en 1978 et se passionne pour le solitaire à la suite de sa participation à la Transat anglaise 1980, la navigation à l'occasion de laquelle Warren Luhrs construit en 1984 avec les architectes Paul Lindenberg et Lars Bergstrom le monocoque de 60 pieds Thursday's Child, précurseur de ce type de monocoques devenus les 60 pieds IMOCA. À son bord, il remporte la Transat anglaise 1984 dans la catégorie des monocoques, terminant 10e du général après avoir longtemps fait jeu égal avec les multicoques d'Yvon Fauconnier, vainqueur de l'épreuve, Philippe Poupon ou Bruno Peyron. Il bat à cette occasion le record de l'épreuve en monocoque.
Il participe au BOC Challenge 1986 ; il termine quatrième de la première étape mais démâte au cours de la seconde et est contraint à l'abandon. 
En 1989, il bat le record de la Route de l'Or, entre New York et San Francisco, en 80 jours et 20 heures, battant de huit jours le précédent record de Flying Cloud datant de 1854,.
Il lance l'année suivante un nouveau 60 pieds Open baptisé Hunter's Child mais renonce au dernier moment à prendre le départ du BOC 1990. Il remporte finalement la course du retour en Angleterre, battant le record de distance en 24 heures sur monocoques avec 344 milles parcourus.
Il se retire ensuite de la course au large, se concentrant sur la gestion du chantier Hunter Marine.